# Socoltenango
Socoltenango es una localidad del estado de Chiapas, en el sur de México cabecera del municipio homónimo. Está ubicada en la posición 16°14′38″N 92°21′1″O / 16.24389, -92.35028, a una altitud de 878 m s. n. m.

## Toponimia
El nombre Socoltenango se traduce como "población de los cántaros fortificada".

## Demografía
Cuenta con 5244 habitantes lo que representa un incremento promedio de 0.72% anual en el período 2010-2020 sobre la base de los 4890 habitantes registrados en el censo anterior. Ocupa una superficie de 1.817 km², lo que determina al año 2020 una densidad de 2886 hab/km².
| Gráfica de evolución demográfica de Socoltenango entre 2000 y 2020 |
|                                                                    |
| Fuente: Instituto Nacional de Estadística Geografía e Informática  |

En el año 2010 estaba clasificada como una localidad de grado alto de vulnerabilidad social.
La población de Socoltenango está mayoritariamente alfabetizada (11.14% de personas analfabetas al año 2020) con un grado de escolarización en torno de los 8 años. Solo el 0.38% de la población se reconoce como indígena.